# Сломкув (Мазовецьке воєводство)
Сломкув (пол. Słomków) — село в Польщі, у гміні Пацина Ґостинінського повіту Мазовецького воєводства.
Населення — 131 особа (2011).
У 1975-1998 роках село належало до Плоцького воєводства.

## Демографія
Демографічна структура станом на 31 березня 2011 року:
|          | Загалом | Допрацездатний вік | Працездатний вік | Постпрацездатний вік |
| -------- | ------- | ------------------ | ---------------- | -------------------- |
| Чоловіки | 66      | 7                  | 53               | 6                    |
| Жінки    | 65      | 13                 | 37               | 15                   |
| Разом    | 131     | 20                 | 90               | 21                   |